# What a Girl Wants (film)
What a Girl Wants is een filmkomedie uit 2003 van de Amerikaanse filmregisseur Dennie Gordon. De film is een remake van The Reluctant Debutante uit 1958, naar een screenplay van William Douglas Home, die het verhaal eerder (met dezelfde titel) als toneelstuk had gepubliceerd.

## Verhaal
De film vertelt het verhaal van Daphne, een tienermeisje uit New York (gespeeld door Amanda Bynes) dat op zoek gaat naar haar vader, die ze nooit heeft gekend. Hoewel haar moeder Libby (gespeeld door Kelly Preston) zeventien jaar geleden veel van hem hield, maakte zijn aristocratische familie de relatie tussen hen onmogelijk.
Daphne is vastbesloten haar vader, die in Londen woont, op te zoeken en droomt over een sprookjesachtige hereniging en het ontstaan van een ideale vader-dochter-relatie. In een impulsieve bui neemt ze het vliegtuig naar Londen, waar ze al snel te weten komt dat haar vader Henry (gespeeld door Colin Firth) een vooraanstaand politicus is. Hij wist niet van het bestaan van zijn dochter, maar laat haar toe in zijn leven en maakt tijd voor haar vrij in zijn drukke agenda. Daphnes verschijning en gewoontes zorgen echter voor ophef in de betere kringen waarin haar vader zich beweegt. Als die ophef zijn campagne voor de komende verkiezingen, en dus zijn politieke carrière in gevaar dreigt te brengen, besluit Daphne zich aan te passen aan de verwachtingen in haar nieuwe omgeving. Dat betekent dat ze ook haar vriendje, de zanger Ian (gespeeld door Oliver James), los laat.
Na verloop van tijd realiseert ze zich echter dat, hoezeer ze haar vader ook gelukkig wil maken, dat niet ten koste mag gaan van haar vrijheid om zichzelf te kunnen zijn. Uiteindelijk keert ze terug naar moeder. Haar vader realiseert zich dan echter op zijn beurt hoeveel hij van zijn dochter houdt, en besluit haar achterna te reizen en op te zoeken. Vriendje Ian komt met hem mee. De film kent een "happy end"; de laatste scènes tonen het huwelijk van Daphnes vader en moeder op Henry’s landgoed.

## Rolverdeling
- Amanda Bynes - Daphne Reynolds
  - Soleil McGhee - jonge Daphne
- Colin Firth - Henry Dashwood
- Kelly Preston - Libby Reynolds
- Oliver James - Ian Wallace
- Eileen Atkins - Jocelyn Dashwood
- Anna Chancellor - Glynnis Payne
- Christina Cole - Clarissa Payne
- Jonathan Pryce - Alistair Payne
- Sylvia Syms - Prinses Charlotte
- James Greene - Percy de butler
- Ben Scholfield - Armistead Stuart
- Peter Reeves - Sir John Dashwood
- Tara Summers - Noelle
- Natalie Bromley - Jane
- Roger Ashton-Griffiths - Lord Orwood
- Cassie Powney en Connie Powney - Peach en Pear Orwood
- Peter Hugo - Prins Charles
- Elizabeth Richard - Koningin Elizabeth